# Contopus nigrescens
Contopus nigrescens là một loài chim trong họ Tyrannidae.